# Centro Familiar la Soledad
Centro Familiar la Soledad är en ort i Mexiko.   Den ligger i kommunen León och delstaten Guanajuato, i den centrala delen av landet, 300 km nordväst om huvudstaden Mexico City. Centro Familiar la Soledad ligger 1 935 meter över havet och antalet invånare är 32 159.
Terrängen runt Centro Familiar la Soledad är varierad. Runt Centro Familiar la Soledad är det mycket tätbefolkat, med 1 313 invånare per kvadratkilometer. Närmaste större samhälle är León de los Aldama, 7,9 km öster om Centro Familiar la Soledad. Omgivningarna runt Centro Familiar la Soledad är en mosaik av jordbruksmark och naturlig växtlighet.